# Pieter van Mol
Pieter van Mol (Anversa, 1599 – Parigi, 1650) è stato un pittore fiammingo.

## Biografia

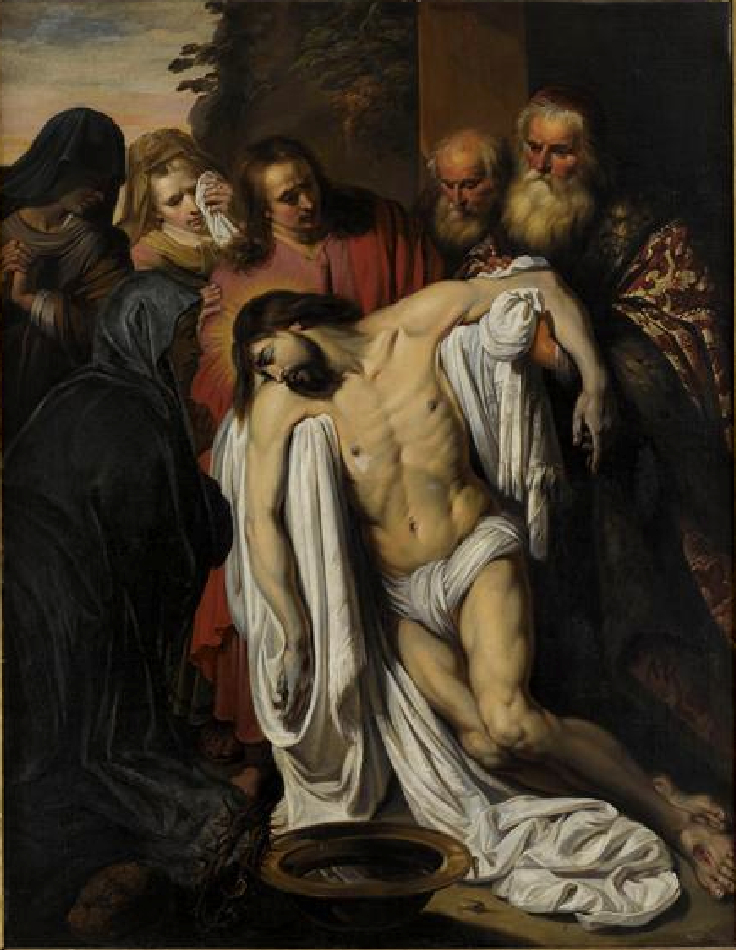
Il lamento di Cristo, musée Boucher-de-Perthes

Cominciò l'apprendistato a soli 12 anni ad Anversa e divenne maestro nel 1622. Nel 1631 si trasferì a Parigi, dove quattro anni dopo ricevette l'incarico di eseguire affreschi nella cappella del Sacro Cuore della chiesa dei Carmelitani. Nel 1648 partecipò alla fondazione dell'Accademia reale di pittura.
Fu uno stimato ritrattista , ma è ricordato soprattutto come pittore di storia fedele alla tradizione di Rubens, come attestano le sue opere conservate al Louvre di Parigi (Deposizione dalla croce) e nei musei di Marsiglia (Adorazione dei Magi), Reims (Deposizione dalla croce) e Rouen (Generosità di Scipione l'Africano).